# Hermua
Hermua es un concejo del municipio de Barrundia, en la Llanada alavesa, provincia de Álava. 

## Toponimia
En el año 1025 en la Reja de San Millán, consta como Ermua.El nombre podría proceder del latín ĕremu o éremus, que habría dado en castellano yermo y en euskera eremu (desierto, extensión, término, etc.).De ahí el nombre de Ermua, por pérdida de la “e” interna al estar acentuada la palabra en su primera “e”, por ser palabra derivada del latín, añadiéndose el artículo “-a”.
En la carta del obispo Aznar de Calahorra de 1257 aparece como Hermoa, con “h”, y en la relación de contribuyentes a la campaña de Tarifa, de 1288, ya como Hermua.Cabe la posibilidad de que al constituirse la aldea se juntasen las palabras herri y eremu, con el sentido de “el pueblo del yermo”, pero es una hipótesis. Esta grafía con “h” inicial se vio confirmada en el siglo XVIII por la recién creada Real Academia de la Lengua Castellana que prescribe que todas las palabras que empiecen por “erm” deben escribirse con “h”, como “hermano” o “hermafrodita”, menos precisamente “ermita” porque deriva del latín eremus.

## Geografía física
Población situada al pie del monte Aldaia (787 m), en la margen derecha del río Zadorra.

### Ubicación
|               | Norte: Arechavaleta y Oñate |              |
| Oeste: Ozaeta |                             | Este: Larrea |
|               | Sur: Etura y Audicana       |              |

## Historia
En la Reja de San Millán, las poblaciones de Ozaeta y Etura no aparecen, pero sí Ermua, que sería una aldea fundada, hacia el año 1000, en el emplazamiento de un antiguo eremitorio, ubicado en un yermo o lugar deshabitado.
Hacia mediados del siglo XIX, el lugar, ya por entonces perteneciente a Barrundia, tenía contabilizada una población de 43 habitantes. Aparece descrito en el noveno volumen del Diccionario geográfico-estadístico-histórico de España y sus posesiones de Ultramar de Pascual Madoz con las siguientes palabras:

HERMUA: l. del ayunt. de Barrundia en la prov. de Alava, part. jud. de Vitoria (3 leg.), aud. terr. de Burgos, c. g. de las Provincias Vascongadas, y dióc. de Calahorra (15): sit. en un pequeño llano entre dos colinas al N. y S.: clima frio, y se padecen algunas fiebres gástricas y pulmonias. Cuenta 20 casas, igl. parr. (San Pedro), servida por un beneficiado perpetuo con título de cura, de presentacion del ordinario; una ermita (San Martin), en el centro de la pobl., y para el surtido del vecindario hay 9 aljibes de aguas saluables. Confina el térm. por N. Oñate; E. Ozaeta; S. y O. Larrea. El terreno es de mediana calidad, pero produce bastante á fuerza de lo bien cultivado que se encuentra; hácia el N. se hallan algunos trozos de monte bien poblados de árboles de construccion, y le atraviesan 2 r. llamados Zadorra, que viene de Galarreta, corre junto al l. y tiene puente para su paso; y el otro, menos caudaloso, tiene su origen en las fuentes que hay al N., baja por medio de la pobl. y se halla cruzado por un puente que sirve para ir á la igl. caminos: el que conduce á Ozaeta muy malo. La correspondencia se recibe de Salvatierra los lunes y viernes, y se despacha los miércoles y sábados. prod.: trigo, maiz, yeros, avena, habas, patatas, aluvias y manzanas; cria de ganado vacuno, caballar y cabrío; caza de perdices, codornices, palomas torcaces, tórtolas, corzos y liebres; pesca de anguilas, truchas y barbos. ind. y comercio: ademas de la agricultura y ganadería, hay un molino harinero y la esportacion del ganado y frutos sobrantes. pobl.: 22 vec., 100 alm. contr. con su ayunt. (V.)
(Madoz, 1847, pp. 176-177)

En 2022, tenía empadronados 49 habitantes.

## Demografía
| Gráfica de evolución demográfica de Hermua entre 2000 y 2017 |
|                                                              |
| Población de derecho según los censos de población del INE.  |

## Cultura

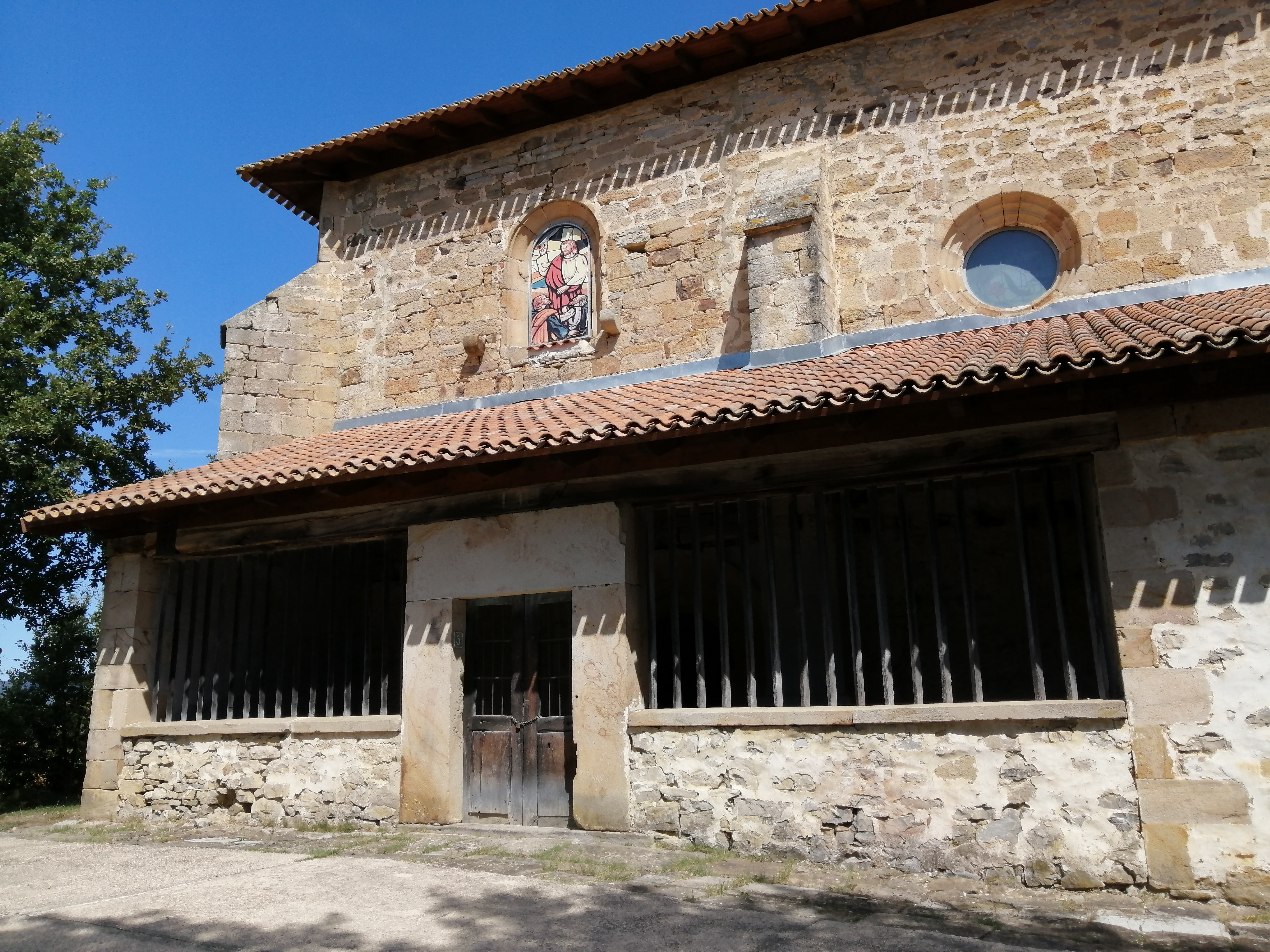
Iglesia de San Pedro de Hermua

### Patrimonio material
- Iglesia de San Pedro.[8]
- Ermita de San Martín de Tours: De origen probablemente prerrománico, ha sido reconstruida y remodelada en sucesivas ocasiones. Preside el interior del templo una imagen neoclásica de San Martín, obra de Alejandro de Valdivielso.[8][9]
- Centro social, txoko y sala de concejo.[10]

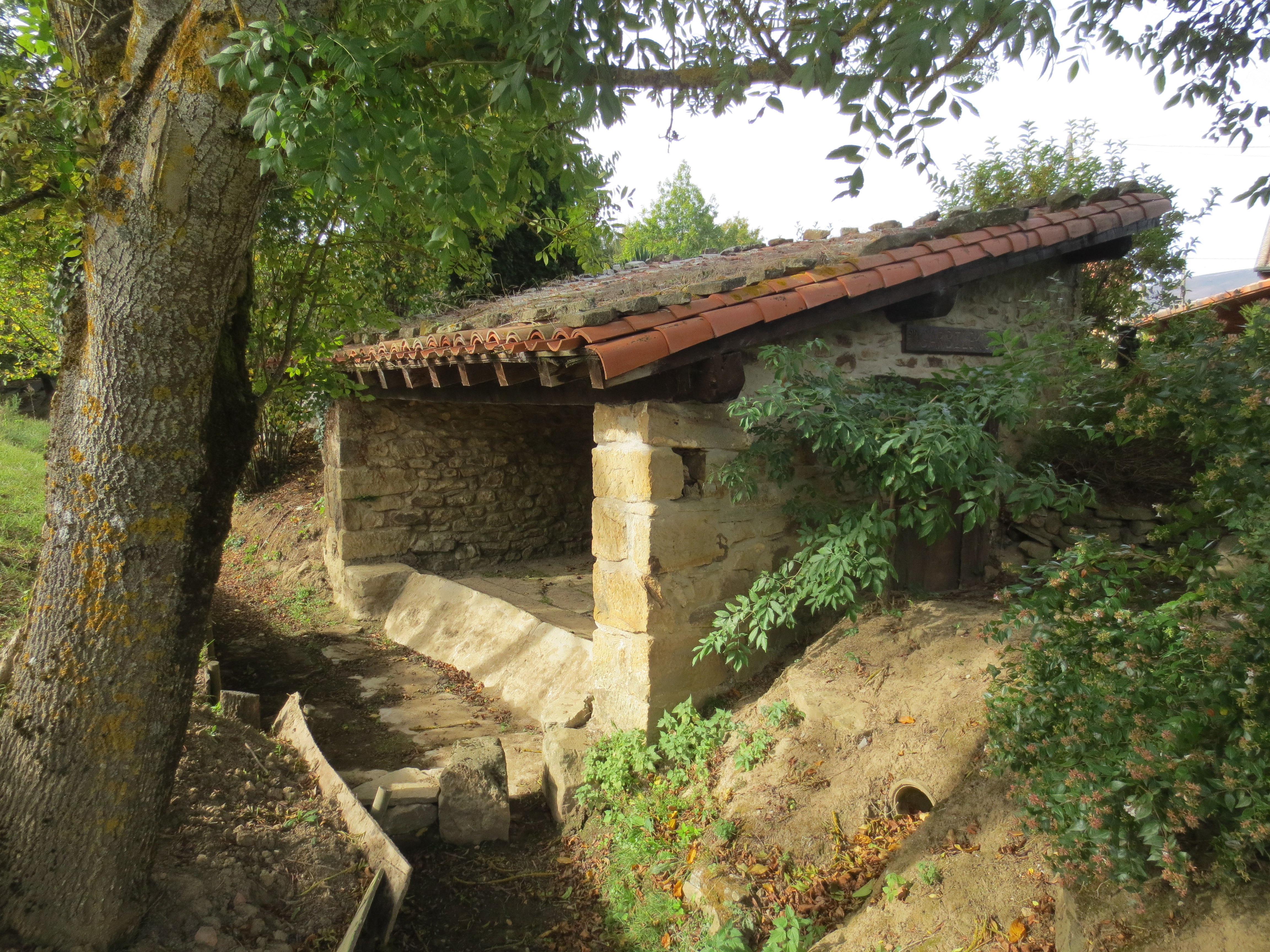
Lavadero viejo de Hermua

- Casa en Calle San Martín, ejemplo de la arquitectura rural popular, tipología no demasiado abundante en Álava.[11]
- Lavadero: Edificio de planta rectangular construido en mampostería de arenisca y cubierto a dos aguas. En 1915 se documenta su existencia al precisar reparación. No conserva el pilón.[12]
- Vía pecuaria recuperada que se utilizaba para ir a la iglesia, ir al río con el ganado y a por agua; o para ir a los antiguos caleros.[10][13][14]
- Puente por el que cruza el río la carretera que va de Ozaeta a Larrea. Está directamente apoyado sobre la roca natural gracias a unas hiladas de mampostería caliza y arenisca.[15]
- Puente de Bolinzar: Con dos arcos de medio punto, fue construido en el siglo XVIII y renovado en el XX.[16][17]
- Juego de bolos rehabilitado donde se encontraba el antiguo juego de bolos Pozondo.[18]
- Molino Gorriano o del Moro, desaparecido.[19]

### Patrimonio inmaterial

#### Festividades
- Las fiestas se celebran el 29 de junio, en la festividad de San Pedro.[20]
- El 4 de julio, el pueblo de Hermua cede la Ermita de San Martín de Tours a la vecindad de Larrea para que celebre la fiesta del Barte.[21][22]